# Dschang
Dschang é uma cidade dos Camarões localizada na província de Oeste. Dschang é a capital do departamento de Menoua.